# محطة رانشو سيكو للطاقة النووية
محطة رانشو سيكو للطاقة النووية هي محطة للطاقة النووية توقف تشغيلها، وتقع في مقاطعة هيرالد في ولاية كاليفورنيا بالولايات المتحدة.

## نبذة
شيدت المحطة على مساحة تقدر بـ (850 هكتار)، في جنوب شرق مقاطعة ساكرامنتو، على بعد 25 ميل (40 كم) جنوب شرق وسط مدينة ساكرامنتو. في أوائل سبعينيات القرن العشرين، ثم جرى توسيع المحطة بمساحة 160 فدان (65 هكتار).

## الإيقاف
في 20 مارس 1978 أدى انقطاع التيار الكهربائي لنظام الأجهزة غير النووية بالمحطة إلى تجفيف مولد البخار. تسبب هذا في إيقاف تشغيل المفاعل.
في وثيقة عام 2005 أشارت هيئة الطاقة النووية الأمريكية إلى أنها ثالث أخطر حوادث السلامة في الولايات المتحدة حتى الآن (بعد حادث جزيرة الثلاثة أميال
```
وحريق 
محطة براون فيري النووية
).
[
4
]
[
5
]
```

## صور

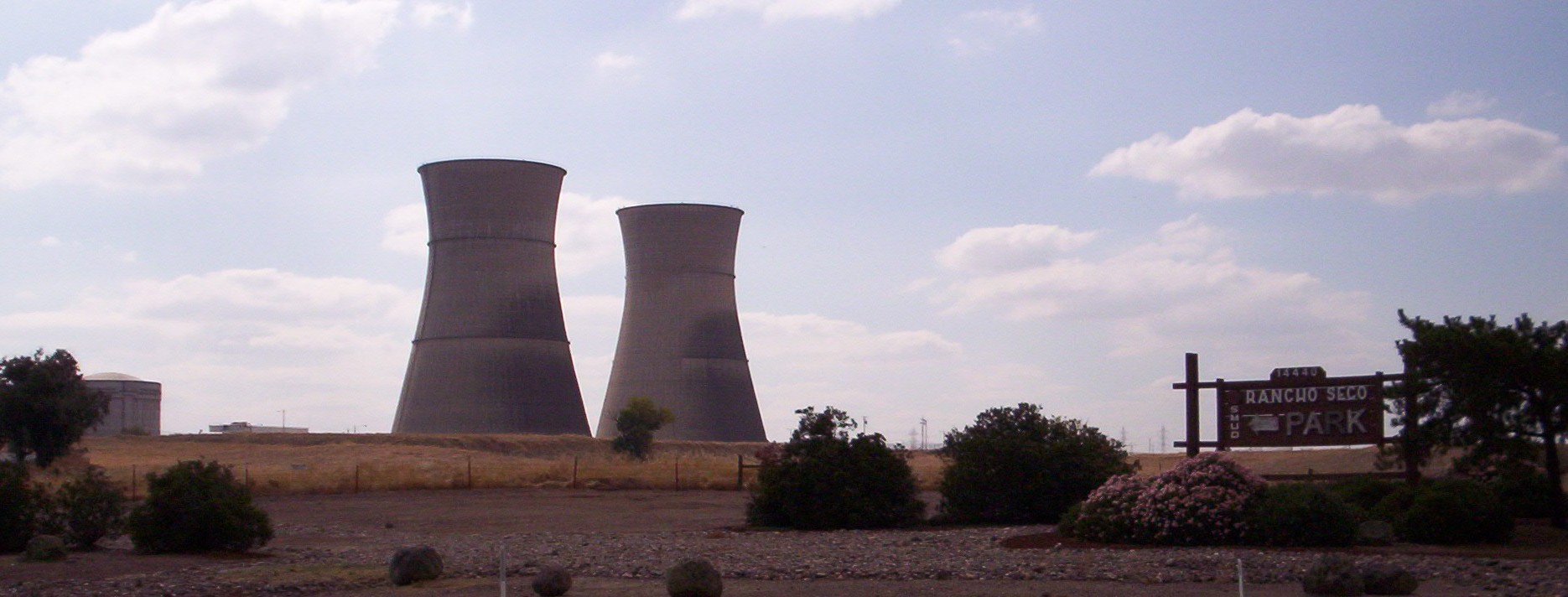
أبراج محطة رانشو سيكو للطاقة النووية
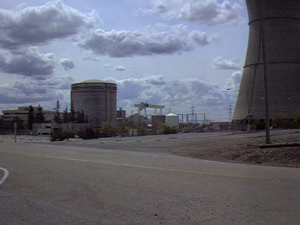
برج التبريد
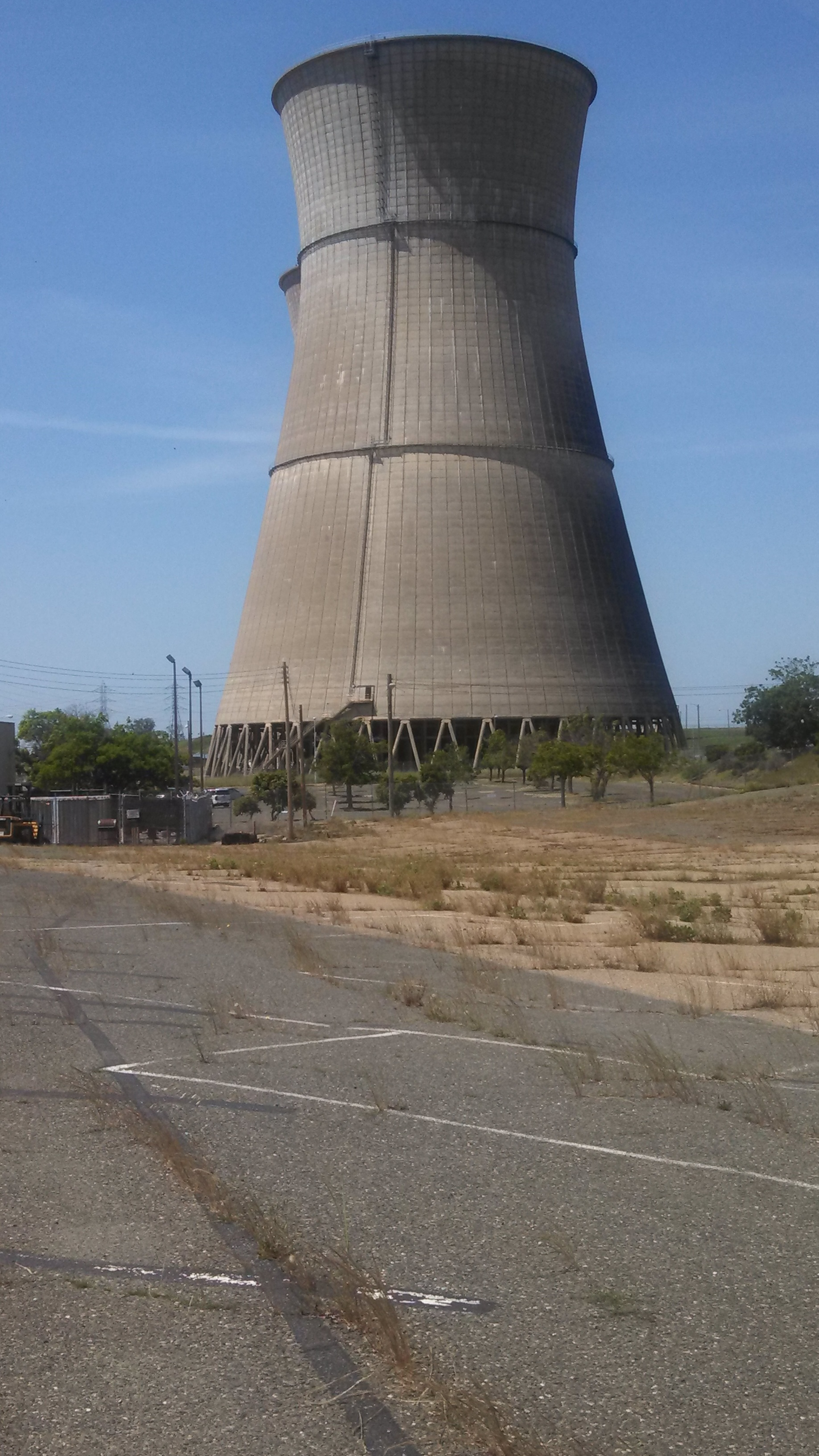
أحد أبراج التبريد